# Universiteit van Ankara
De Universiteit van Ankara (Turks: Ankara Üniversitesi) is een openbare universiteit in Ankara, de hoofdstad van Turkije. Het was de eerste instelling voor hoger onderwijs die in Turkije werd opgericht na de vorming van de republiek in 1923. Ze werd opgericht door Mustafa Kemal Atatürk, de eerste president van Turkije. 